# (7815) Dolon
(7815) Dolon ist ein Asteroid aus der Gruppe der Jupiter-Trojaner. Damit werden Asteroiden bezeichnet, die auf den Lagrange-Punkten auf der Bahn des Jupiter um die Sonne laufen. (7815) Dolon wurde am 21. August 1987 von E. W. Elst am La-Silla-Observatorium (IAU-Code 809) in Chile entdeckt. Er ist dem Lagrangepunkt L5 zugeordnet.
Der Asteroid ist nach der mythologischen Figur des Dolon benannt, einem Krieger und Kundschafter Trojas im Trojanischen Krieg.